# Gerechtelijk bevel
Een gerechtelijk bevel of rechterlijk bevel is een officiële uitspraak door een rechter waarin deze de juridische relaties tussen de partijen bepaalt voor een hoorzitting, een proces, een hoger beroep of een andere gerechtelijke procedure. Een dergelijke uitspraak verplicht of laat een of meer partijen bij een zaak toe om bepaalde stappen te ondernemen. Een gerechtelijk bevel moet worden ondertekend door een rechter.

## Inhoud en uitspraak
De inhoud en de bepalingen van een gerechtelijk bevel is afhankelijk van de aard van de procedure, de werkmethode, het procedurevoorschrift en bewijskracht die de procedure regelen.
Een bevel kan heel eenvoudig zoals het vastleggen van een datum voor een rechtspraak of complex zoals de herstructurering van de contractuele verhoudingen door en tussen de vele bedrijven in een multi-jurisdictioneel geschil. Het kan een laatste bevel (een besluit tot vordering) of een kort geding (een versnelde procedure) zijn. De meeste gerechtelijke bevelen worden geschreven en ondertekend door de rechter. Sommige bevelen zijn echter mondeling uitgesproken door de rechter in een openbare zitting, en worden alleen beperkt tot het schrijven van een rapport van de te volgen procedure.

## Voorbeelden
- Straatverbod
- Huiszoekingsbevel
- Voogdij
- Alimentatie
- Kinderbijslag
- Smartengeld
- Zwijgplicht